# Kai Senstius
Kai Senstius (* 15. Dezember 1889 in Kopenhagen; † 31. Juli 1966 in Odense) war ein dänischer Komponist.
Senstius studierte am Konservatorium von Kopenhagen. Von 1912 bis 1924 war er Musiklehrer in Rønne, danach Organist in Odense. Er komponierte zwei Opern und drei Ballette, zwei Sinfonien und drei Konzertouvertüren, zwei Klavierkonzerte und ein Orgelkonzert, kammermusikalische Werke und Orgelstücke.

## Quelle
- Alfred Baumgärtner: Propyläen Welt der Musik. Die Komponisten. Band 5, 1989, ISBN 3-549-07835-8, S. 134

| Personendaten    | Personendaten       |
| ---------------- | ------------------- |
| NAME             | Senstius, Kai       |
| KURZBESCHREIBUNG | dänischer Komponist |
| GEBURTSDATUM     | 15. Dezember 1889   |
| GEBURTSORT       | Kopenhagen          |
| STERBEDATUM      | 31. Juli 1966       |
| STERBEORT        | Odense              |